# Fernando Fayart
Fernando Omar Fayart (Junín, 29 de febrero de 1980) es un exfutbolista argentino que se desempeñaba como defensor central. Actualmente verifica datos en el RENAPER.

## Trayectoria
Comenzó su carrera con Los Andes en Primera División. Luego pasó por Sarmiento de Junín y por Defensa y Justicia. Obtuvo su primer título profesional en All Boys en la Tercera Categoría del Fútbol Argentino. El 8 de abril de 2008 le marcó un gol de chilena a Defensores de Belgrano con la camiseta de All Boys. En All Boys es conocido como "Fernando de los milagros Fayart" o "no podía fayart". Por sus buenas actuaciones jugó media temporada en Petroleros de Salamanca de la Segunda División de México. Más tarde se reincorporó a All Boys ya militando en la Primera B Nacional. Luego de obtejer el ascenso a Primera División paso por Patronato de Paraná y Defensa y Justicia. Más tarde se fichó para jugar en San Telmo, luego fue a Talleres de Remedios de Escalada para finalizar su carrera.

## Logros
| Título                     | Club              | País      | Año  |
| -------------------------- | ----------------- | --------- | ---- |
| Primera "B" Metropolitana  | Sarmiento (Junín) | Argentina | 2004 |
| Primera "B" Metropolitana  | All Boys          | Argentina | 2008 |
| Ascenso a Primera División | All Boys          | Argentina | 2010 |

## Clubes

### Como futbolista
| Club                            | País      | Año       |
| ------------------------------- | --------- | --------- |
| Los Andes                       | Argentina | 2000-2003 |
| Sarmiento de Junín              | Argentina | 2003-2005 |
| Defensa y Justicia              | Argentina | 2005-2006 |
| All Boys                        | Argentina | 2006-2008 |
| Petroleros de Salamanca         | México    | 2008      |
| All Boys                        | Argentina | 2009-2010 |
| Patronato de Paraná             | Argentina | 2010-2011 |
| Defensa y Justicia              | Argentina | 2011-2012 |
| San Telmo                       | Argentina | 2012      |
| Talleres (RE)                   | Argentina | 2012-2013 |
| FC Ferro Carril Sud (Olavarría) | Argentina | 2013-2014 |
| Ciclón (Chivilcoy)              | Argentina | 2014      |

### Como entrenador
| Club               | País      | Año   |
| ------------------ | --------- | ----- |
| Ciclón (Chivilcoy) | Argentina | 2014- |